# Ahmed bin Saíd
Ahmed bin Saíd byl ománský panovník – imám – a zakladatel dynastie al-Busaidi (Saídové), také předek současného sultána Hajthama bin Tárika. Jeho vláda začala v rozmezí let 1741 až 1744, kdy byl zvolen imámem, a skončila jeho smrtí roku 1775. Imámem se poté stal jeho syn Saíd bin Ahmed. Během Ahmedovy vlády byla v roce 1747 perská armáda vyhnána nadobro, jednou provždy.
Ahmed pocházel z arabského kmene Hinawi, členové jeho rodiny se živili jako obchodníci a ani Ahmed nebyl výjimkou. V té době vládla Ománu dynastie Járubi (Járubovci). Když jej imám Saíf bin Sultán dosadil na post guvernéra města Suhár, začal Ahmed prokazovat schopnosti budoucího panovníka. Jeho reputace rostla, a tak se Saíf pokusil nechat Ahmeda zavraždit, ale neúspěšně. Během invaze Peršanů (během vlády Nádira Šáha) se Ahmed a jeho muži devět měsíců bránili v suhárské pevnosti, imám Saíf mezitím zemřel v bitvě. Domluvené příměří byl však kalkul, protože Peršané čelili domácím nepokojům a část armády se po sjednaném příměří vrátila zpět domů. Kmenoví šejci Ahmeda zvolili imámem a ten následně zmasakroval perskou posádku poté, co jim nabídl setkání o trvalém příměří.
Od dob let 1741 až 1744 čelil také zbývajícím silám dynastie Járubi, kampani Balaraba bin Humajra a povstání kmenů hlavně v regionu Ad-Zahíra, čímž bylo od počátku narušováno jeho úsilí o sjednocení země. Manželskými svazky Saídů se znepřátelenými kmeny částečně potlačil nepokoje.

## Perský nátlak
Perské nároky na ománské teritorium smrtí Nádira Šáha neskončily. Karím Chán, někdejší vojevůdce Nádira Šáha a vůdce kmene Zand, po Ahmadovi vyžadoval odvod daní, což Ahmad odmítl. Protože Karím Chán představoval nebezpečí, obrátil se ománský sultán na možného spojence v podobě Osmanské říše, zavilého nepřítele Peršanů. Když Karím Chán obléhal Turky ovládanou Basru, Ahmadova vojska pomohla ofenzívu zhatit. Osmanský sultán Mustafa III. Ahmada za jeho služby odměnil.

## Evropané
Vzájemné soupeření evropských mocností se odehrávalo na různých lokalitách po celém světě a zasáhlo také Omán. Především Britové a Francouzi plánovali získat Omán pod svůj vliv, zatímco jejich lodě mezi sebou sváděly potyčky nedaleko ománského pobřeží. Ahmadova neutrální politika procházela těžkými zkouškami obzvláště během otevřeného anglicko-francouzského konfliktu, jako tomu bylo například v letech 1756 až 1763. Rovněž během míru přistupoval Ahmad k mocnostem vyrovnaně. V té době se Omán začal obchodně sbližovat s francouzskými koloniemi v Indickém oceánu v čele s ostrovem Mauritius, kam se ománské lodě vydávaly s nákladem kávy a ryb a odplouvaly naplněny cukrem. Francouzská vláda se po jednání a naléhání koloniální správy roku 1793 uvolila ustanovit obchodní kancelář v Maskatu. To již nezažil Ahmad bin Saíd, neboť zemřel o deset let dříve, roku 1783. Ještě za Ahmadovy vlády se Saídovská dynastie začala tříštit. Jeho smrt proces rozdělení urychlila a tak vznikly dvě rodinné větve. Saídové ovládali Maskat spolu s pobřežními regiony. Kaisové naopak ovládali ománské vnitrozemní regiony al-Batína a al-Rustak. Země se v době tohoto schizmatu začala nazývat Maskat a Omán a formálně ji zastupovali Saídové.

## Zahraniční vztahy
Ahmed bin Saíd se zasadil o navázání vztahů s arabskými kmeny v jižní Persii a regionu Chúzistán. Společně s vládcem Mughalské říše, Šáhem Álamem II., usilovali o úder proti pirátům v Indickém oceánu narušujících obchod poblíž Mangalúru. Vzájemné dobré vztahy potvrdila smlouva o přátelství z roku 1766.